# Drone A1-SM Furia
Le A1-SM FUria (ukrainien : Фурія (БПЛА)) est un drone tactique ukrainien produit par Athlon Avia.

## Engagements

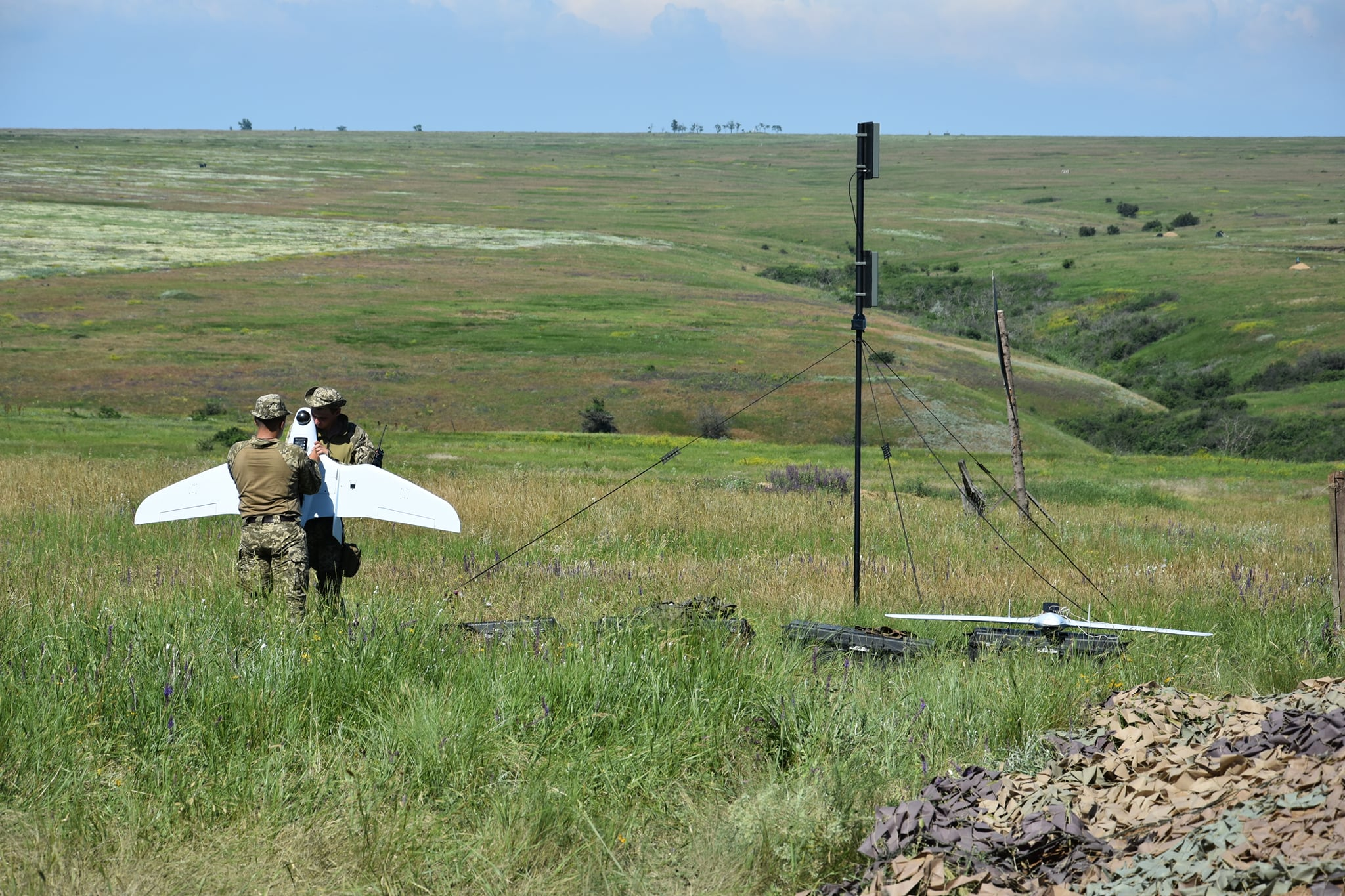
Avec la 55e brigade d'artillerie.

## Utilisateurs

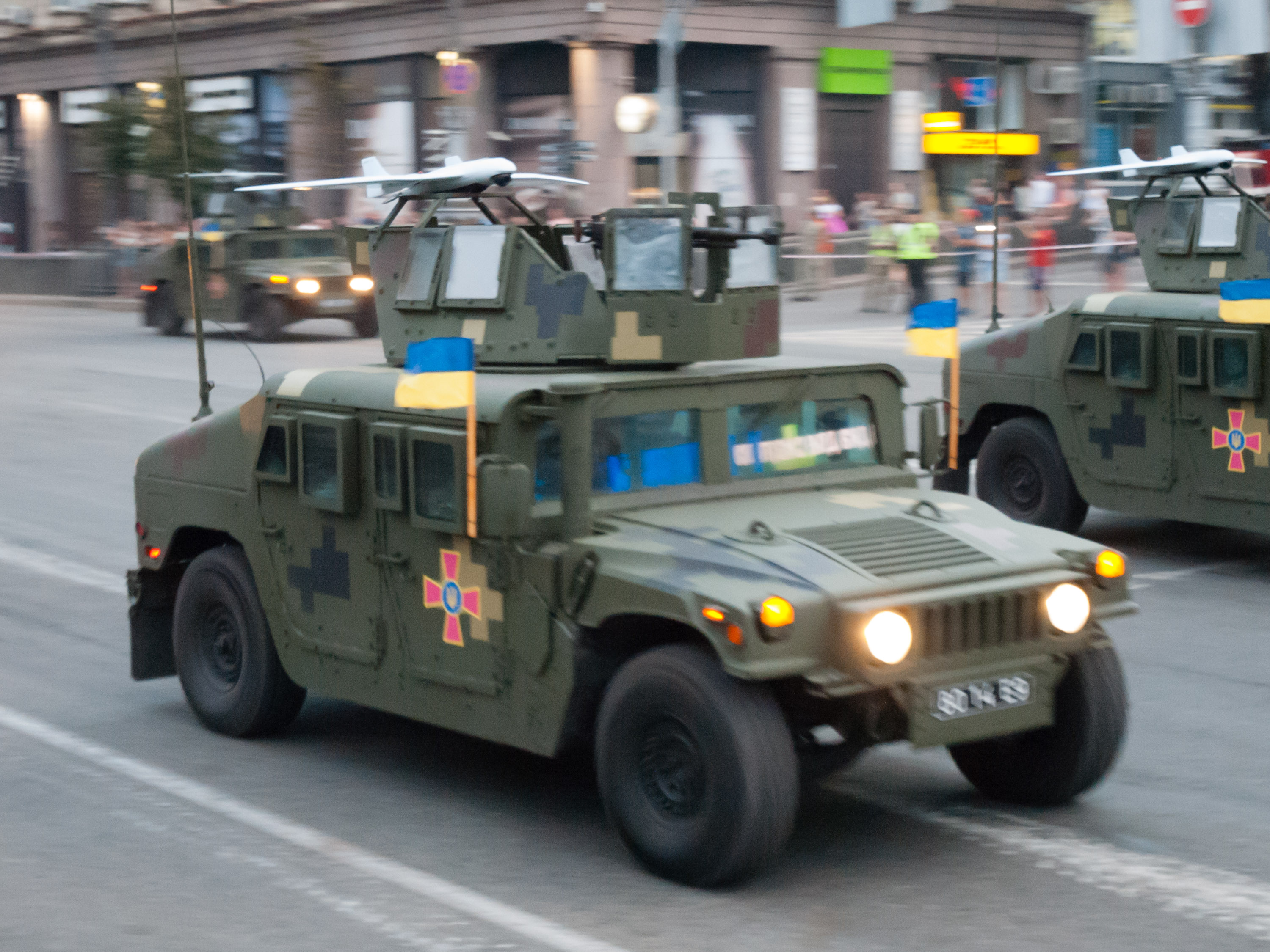
En 2018 en parade à Kiev.

- Forces armées de l'Ukraine et Garde nationale de l'Ukraine.